# Eucosma saussureana
Eucosma saussureana is een vlinder uit de familie bladrollers (Tortricidae). De wetenschappelijke naam is voor het eerst geldig gepubliceerd in 1928 door Benander.
De soort komt voor in Europa.